# Aluízio Pinto
Aluízio Pinto de Mello (ur. ?, zm. ?) – piłkarz brazylijski grający na pozycji napastnika.

## Kariera klubowa
Aluízio występował w klubie Botafogo FR.

## Kariera reprezentacyjna
W oficjalnej reprezentacji Brazylii Aluízio zadebiutował 7 stycznia 1917 w zremisowanym 0-0 meczu z urugwajskim klubem Dublin Montevideo. Drugi i ostatni raz w reprezentacji wystąpił 6 maja 1917 w zremisowanym 1-1 meczu z argentyńskim klubem Sportivo Barracas Bolívar.